# Richard Hamann

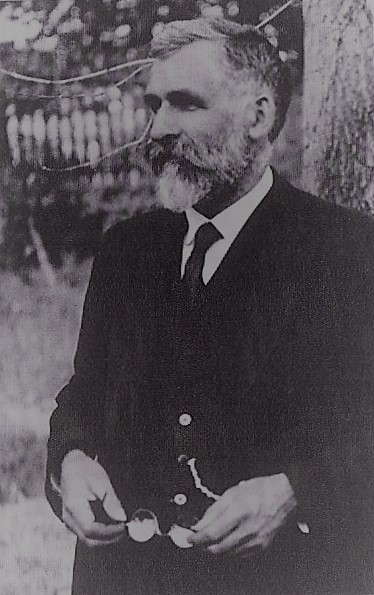
Richard Hamann

Heinrich Richard Hamann (Seehausen, 29 maggio 1879 – Immenstadt im Allgäu, 9 gennaio 1961) è stato uno storico dell'arte tedesco.

## Biografia
Frequentò il Kloster Unser Lieben Frauen a Magdeburgo e successivamente studiò germanistica, storia dell'arte e filosofia all'Università di Berlino. Nel 1902 ricevette la sua promozione con la tesi di laurea Das Symbol come studente di Wilhelm Dilthey. Nel 1911 ottenne la sua abilitazione a Berlino e successivamente divenne professore di storia dell'arte all'Accademia di Posen. Nel 1913 si trasferì all'Università di Marburg, dove fondò il Bildarchiv Foto Marburg (archivi fotografici). Dal 1947 al 1957 fu professore presso l'Università di Berlino.

## Opere principali
- Rembrandts Radirungen (1906).
- Der Impressionismus in Leben und Kunst (1907)t.
- Die Frührenaissance der italienischen Malerei (1909).
- Ästhetik (1911).
- Kunst und Kultur der Gegenwart (1922).
- Deutsche und französische Kunst im Mittelalter (1923).
- Die Skulpturen des Zeustempels zu Olympia (con Ernst Buschor, 1924).
- Die deutsche Malerei vom 18. bis zum Beginn des 20. Jahrhunderts (1925).
- Geschichte der Kunst von der altchristlichen Zeit bis zur Gegenwart (1933).
- Ägyptische Kunst; Wesen und Geschichte (1944).
- Naturalismus (con Jost Hermand, 1959).
- Impressionismus (con Jost Hermand, 1960).
- Geschichte der Kunst (6 volumes, 1964).[3]